# Cineasterna
Cineasterna är en tjänst för strömning av filmer över internet. Strömningstjänsten har utvecklats, ägs och drivs av företaget Förlagett AB, som säljer den till Sveriges folkbibliotek.

## Affärsidé
Affärsidén bygger på att bibliotek betalar för tjänsten för att kunna erbjuda sina låntagare att kostnadsfritt hyra filmer online. För att en låntagare ska kunna hyra filmer krävs ett lånekortsnummer och en pinkod som utfärdas av biblioteken. Dessutom krävs att biblioteket som utfärdat lånekortet är anslutet till tjänsten. Eftersom biblioteken betalar för tjänsten har varje bibliotek satt en gräns för hur många filmer låntagarna kan hyra per månad. Tjänsten har stöd för IOS, PC, Mac och Android.

## Historik
Förlagett lanserade Cineasterna i april 2017. Vaggeryds bibliotek var först med att köpa betaltjänsten. Tjänsten växte snabbt och fanns i mars 2020 i 120 av Sveriges kommuner. I juni 2021 sades tjänsten finnas i 225 kommuner.
Några kommunbibliotek som tidigare prenumererat på Cineasterna har senare valt att avsluta tjänsten med hänvisning till höga kostnader. Hos Bibliotek Uppsala upphörde tjänsten den 1 maj 2021 och den 1 augusti 2021 försvann den även från Malmös bibliotek.